# كلية الهندسة (جامعة الملك سعود)
كلية الهندسة بجامعة الملك سعود هي إحدى كليات جامعة الملك سعود في مدينة الرياض، السعودية. أنشئت كلية الهندسة في عام 1382هـ الموافق لعام 1962 كمشروع مشترك بين حكومة المملكة العربية السعودية ومنظمة اليونسكو. وفي عام 1388هـ الموافق 1968 انضمت الكلية إلى جامعة الملك سعود ، وقد سارت منذ البداية على طريق النمو الكمي والتطور النوعي. ويظهر ذلك جلياً في الزيادة الملحوظة في أعداد الطلاب وأعضاء هيئة التدريس عاماً بعد عام، وكذلك في إنتاجها العلمي والبحثي كمّا وكيفاً، وفي المستوى العلمي والمهني الرفيع لخريجيها.
وقد حصلت الكلية على الاعتماد الأكاديمي من مجلس الاعتماد الأمريكي للهندسة والتكنولوجيا ABET،
ومن الهيئة الوطنية للتقويم والاعتماد الأكاديمي.

## تاريخ الكلية
وقد كانت الكلية في بداية إنشائها تضم ثلاثة أقسام هي الهندسة الكهربائية والهندسة المدنية والهندسة الميكانيكية . وفي العام الجامعي 1387/1388هـ تم إنشاء قسم العمارة الذي تحول في بداية العام الجامعي 1404/1405هـ إلى كلية مستقلة تحت اسم «كلية العمارة والتخطيط» وفي العام الجامعي 1394/1395هـ أضيف إلى الأقسام الموجودة في الكلية قسمان آخران هما الهندسة الكيميائية وهندسة النفط .وفي عام 1403هـ تم استحداث برنامج الهندسة الصناعية في قسم الهندسة الميكانيكية. وكذلك برنامج الهندسة المساحية في قسم الهندسة المدنية. وقد انفصلا هذان البرنامجان ليصبحا قسمان منفصلان.

## المرحلة الجامعية
يقبل الطالب في برنامج السنة التحضيرية للكليات العلمية . ثم يقبل في الكلية في برنامج الإعداد العام وهو البرنامج الموحد لجميع أقسام الكلية ثم يختار في المستوى الخامس الدراسي تخصصه في الكلية. كما يتطلب منه التدريب في الصيف في أحد الشركات أو القطاعات الحكومية وعليه إنهاء 164 ساعة دراسية شاملة السنة التحضيرية للتخرج من الكلية.

## الدراسات العليا
ففي عام 1401 هـ الموافق لعام 1981 م بدأت برامج الدراسات العليا في الكلية ببرنامج لنيل درجة الماجستير. وأعقب ذلك برنامج لنيل درجة الدكتوراة في عام 1409 هـ الموافق لعام 1989 م

## محتوياتها
حظيت كلية الهندسة بنصيب وافر من التسهيلات الأكاديمية في مباني الجامعة. فقد بلغ عدد الفصول 50 فصلاً، بالإضافة إلى الكثير من قاعات الاجتماعات والصالات والقاعات، كما تضم الكلية مدرجا مجهزاً بكافة الوسائل السمعية والبصرية يتسع لمائة وخمسين شخصاً، أما المعامل التدريسـية والمختبرات البحثية فلدى الكلية منها ما يزيد عن مائة وأربعين معملا ومختبرا مزودة بكافة التجهيزات وتمديدات الماء والغاز، ويعمل المسؤولون في الكلية بشكل مستمر على تطوير هذه المعامل والمختبرات وتوفير أحدث الأجهزة والمعدات، لها لجعلها قادرة على تلبية احتياجات الطلاب وأعضاء هيئة التدريس والباحثين على حد سواء.
الأنشطة اللاصفية وتطوير الذات :
تهتم كلية الهندسة في الأنشطة اللاصفية وبتطوير مهارات الطالب في عدة حقول لكي يصبح مهندس متكامل قادر على مواجهة وحل العديد من المشاكل في حياته المهنية فهنالك الكثير من المحاضرات والدورات في عدة مجالات منها اللغات والحاسب وتطوير الذات وحل المشاكل الهندسية المعاصرة والأبحاث العلمية والمسابقات المجانية التي تعقد كل فصل دراسي ويمكن للطالب الالتحاق والتسجيل بها والحصول على شهادة تضاف له في السجل المهاري.
كما يوجد في الكلية العديد من المراكز:
- مركز بحوث كلية الهندسة.
- مركز الطاقة المستدامة.
- مركز الابتكار الهندسي.

كما أن هنالك العديد من كراسي الأبحاث العلمية:
- كرسي الأمير محمد بن نايف لأبحاث المرور.
- كرسي شركة ارامكو لأبحاث النفط والطاقة.
- كرسي المهندس عبد الله بقشان لأبحاث التربة الانتفاخية.

## الأقسام الأكاديمية
تضم الكلية 7 أقسام أكاديمية هي:
- قسم الهندسة المدنية.
- قسم الهندسة الكهربائية.
- قسم الهندسة الميكانكية.
- قسم الهندسة الكيميائية.
- قسم الهندسة الصناعية.
- قسم هندسة البترول والغاز الطبيعي.
- قسم هندسة المساحة.

كما يحتوي كل قسم على عدة مسارات يتم تحديد مسار كل طالب بها في اخر سنة دراسية مقسمة على فصلين دراسيين.

## إدارة الكلية
- الدكتور مساعد بن ناصر العواد عميد الكلية .[1]
- الدكتور عبدالمحسن البداح وكيل الكلية للدراسات العليا والبحث العلمي .
- الدكتور ماجد بن لافي التميمي وكيل الكلية للتطوير والجودة .[2]
- الدكتور ماجد بن عوض العتيبي وكيل الكلية للشؤون الأكاديمية.[3]

- نادي الهندسة الكيميائية
- نادي الهندسة الكهربائية
- نادي الهندسة الميكانكية
- نادي الهندسة المدنية
- نادي الهندسة الصناعية
- نادي هندسة البترول والغاز الطبيعي
- النادي الثقافي والاجتماعي